# Kőszegi György
Kőszegi György (Nyíregyháza, 1950. szeptember 12. – Tiszaújváros, 2001. december 13.) olimpiai ezüstérmes, világbajnoki aranyérmes magyar súlyemelő lepkesúlyban. 

## Élete
Az 1976-os montréali olimpián 52 kg-os kategóriában ezüstérmet szerzett. Négy évvel később, Moszkvában 56 kg-os kategóriában indult, ám helyezést nem ért el. 2001. december 13-án hosszan tartó betegség után hunyt el Tiszaújvárosban. A tiszaújvárosi altemplomban helyezték végső nyugalomra.